# Sommelonne
Sommelonne é uma comuna francesa na região administrativa de Grande Leste, no departamento de Meuse. Estende-se por uma área de 10,22 km². Em 2010 a comuna tinha 464 habitantes (densidade: 45,4 hab./km²).